# Clément Koretzky
Clément Koretzky (30 de outubro de 1990) é um ciclista francês de ciclismo de estrada, membro da equipe austríaco de categoria Continental, Vorarlberg.